# Bicyclette

Bicyclette (1879)

Als Bicyclette wird ein englisches Fahrrad mit Kreuzrahmen und Kettenantrieb auf das Hinterrad bezeichnet, das 1879 von Harry John Lawson entwickelt wurde. Das Bicyclette gilt als das erste Sicherheitsrad und der Vorläufer des modernen Fahrrads. Mit dem großen Vorderrad und dem kleinen Hinterrad ist das Prinzip des Hochrads noch erkennbar, neu und revolutionär war der Kettenantrieb auf das Hinterrad. Durch das „unnötig große Vorderrad“ musste Lawson eine „komplizierte Parallelogrammlenkung“ entwickeln, die nicht zum Erfolg dieses Fahrrads führen konnte. Erst Jahre später, mit den Rover-Modellen von John Kemp Starley, wurde das Sicherheitsniederrad zum Erfolg. 